# Terebellida
I Terebellidi (Terebellida) sono un ordine dei Policheti. Insieme ai Sabellidi e qualche altro gruppo, costituiscono l'ordine dei Canalipalpati.
Sono - come i policheti in genere - vermi marini che vivono sul fondo, entro tubi di fango o detriti o a volte in buchi scavati nella sabbia.
Tra i Terebellidi si annovera Alvinella pompejana, che è uno dei campioni di resistenza alle alte temperature nel regno animale, trovando il suo habitat ideale accanto alle sorgenti idrotermali dei fondali oceanici.

## Famiglie
Riportiamo l'elenco delle famiglie di questo sottordine, avvertendo che quest'elenco è soggetto a variazioni secondo gli autori:
- Acrocirridi
- Alvinellidi
- Anfaretidi
- Cirratulidi
- Ctenodrilidi
- Fauveliopsidi
- Flabelligeridi
- Flotidi
- Pettinariidi
- Peobiidi
- Sternaspidi
- Terebellidi (famiglia)
- Tricobranchidi